# Eliza Clívia
Eliza Clívia Angelino Maranhão (Livramento, 14 de novembro de 1979 — Aracaju, 16 de junho de 2017), mais conhecida como Eliza Clívia, foi uma cantora e instrumentista brasileira de forró eletrônico. Ganhou destaque nacional ao integrar os vocais da Banda Cavaleiros do Forró, onde gravou várias músicas de sucesso, também integrou os vocais da Banda Cavalo de Aço. Em 2017, lançou o seu primeiro e único álbum solo intitulado Eliza Clivia 20 Anos.

## Biografia
Filha de Pedro Angelino Maranhão e Lúcia de Fátima Rodrigues Maranhão, Eliza Clívia Angelino Maranhão nasceu em Livramento, município brasileiro do estado da Paraíba em 14 de novembro de 1979.
Iniciou na carreira de cantora desde muito cedo, por influência do seu pai que era sanfoneiro. Juntamente com seu pai, começou a cantar forró pé de serra e em seguida, Clívia passou a cantar seresta em Livramento. Logo depois, ingressou na banda Laços de Amor que residia em Monteiro na Paraíba.
Em 2003, Eliza Clívia foi contratada para integrar os vocais da banda Cavaleiros do Forró, banda na qual se consagrou e a tornou notória no cenário do forró eletrônico, gravando enormes sucessos de sua carreira como: "Mar de Doçura", "A Vontade Que Eu Tenho", "Cadê Você", "Minha Rainha", "Brinquedo de Amor", "Sonho de Vaquejada", Não Pegue Esse Avião", "Que Rei Sou Eu" entre outras. Também gravou ao lado de Jailson Santos os sucessos "Gato e Sapato", "Nosso Amor é 10", "Toque Pirangueiro (Tô Doido)", "Beber e Amar", "Senta Que É de Menta", "Quando Eu Ligo Pra Você" entre outras. Permaneceu na banda por dez anos, nesse período participou da gravação de nove CDs e seis DVDs, sucessos que ficaram imortalizados na sua voz.
Em 2013, foi anunciado seu desligamento da banda Cavaleiros do Forró, juntamente com Jailson Santos, com quem foi casada até 2016, o motivo da saída, segundo a própria Eliza, seria de questão salarial. Em março de 2013, Eliza e Jaílson anunciaram seu retorno aos palcos no Forró Cavalo de Aço, onde permaneceu durante cinco anos, ao lado de Marcelo Jubão e Neto Araújo.
Em 2017, a artista anunciou seu desligamento da banda Cavalo de Aço para seguir em sua carreira solo, onde projetou a gravação do seu CD e DVD intitulado "Eliza 20 anos".

## Morte
Eliza morreu na tarde de 16 de junho de 2017, aos 37 anos, após um acidente automobilístico no cruzamento das ruas Maruim e Arauá, Centro de Aracaju, Sergipe. O veículo em que ela encontrava-se colidiu com um ônibus do transporte urbano. Além de Eliza e do motorista, estavam no carro o namorado Sergio Ramos da Silva, também morto no acidente, um músico e o empresário da cantora. Ela havia acabado de sair da gravação de um programa de TV.
Eliza foi sepultada no dia 18 de junho no jazigo perpétuo da família Maranhão, no Cemitério da Saudade, em Livramento, cidade do Cariri paraibano onde ela nasceu.

## Legado

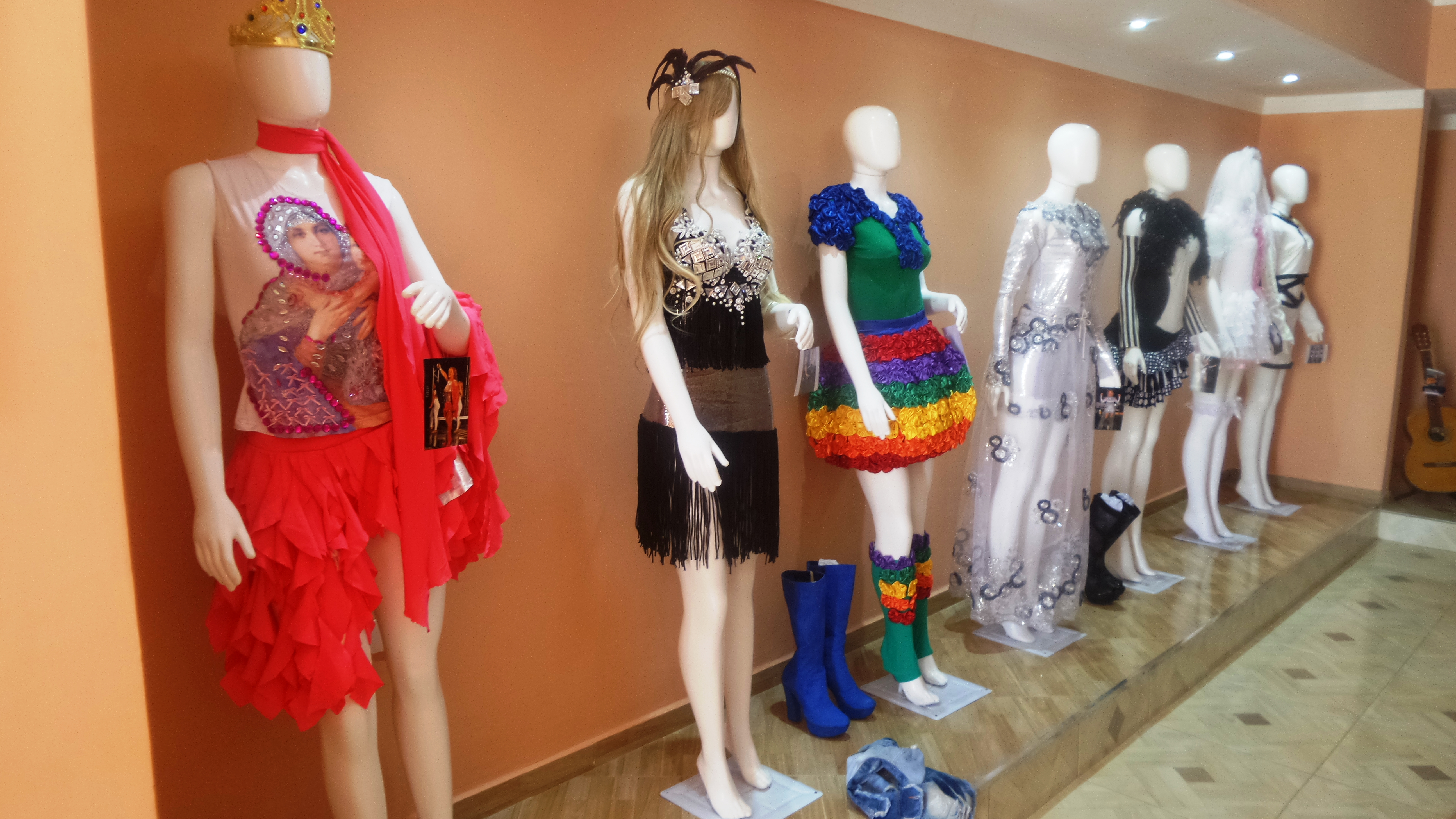
O Memorial Eliza Clívia em Livramento.

Em 14 de novembro de 2017, foi inaugurado na cidade de Livramento no estado da Paraíba, o Memorial Eliza Clívia, o local reúne figurinos de shows e objetos pessoais da cantora.

## Discografia

### Cavaleiros do Forró

#### CDs
- 2003 : 4 Estilos – Vol. 3
- 2004 : Nossa História, Nosso Acústico
- 2005 : Meio a Meio - Vol. 4
- 2006 : No Reino dos Cavaleiros - Vol. 5
- 2007 : Forrozada - Volume 6
- 2008 : Beber e Amar - Vol. 7
- 2010 : Cavaleiros do Forró - Volume 8
- 2011 : Ao Vivo em Aracaju
- 2012 : Cavaleiros Universitário

#### DVDs
- 2005 : O Filme ao vivo em Natal[nota 1]
- 2006 : O Filme 2 - No Reino dos Cavaleiros[nota 2]
- 2007 : Cavaleiros Elétrico – Ao Vivo em Feira de Santana[nota 3]
- 2007 : Ao Vivo em Caruaru[nota 4]
- 2008 : Volume 4: Beber e Amar —  Ao Vivo em Maceió[nota 5]
- 2009 : Cavaleiros do Forró — 8 Anos[nota 6]
- 2011 : Volume 5 — Ao Vivo em Aracaju[nota 7]
- 2011 : Cavaleiros do Forró — 10 Anos[nota 8]

### Forró Cavalo de Aço

#### CDs
- 2013 : Cavalo de Aço: A História Continua
- 2014 : Cavalo de Aço: Promocional 2014
- 2015 : Cavalo de Aço: Promocional 2015

#### DVDs
- 2013 : Cavalo de Aço: Ao Vivo em Lagoa de Pedras
- 2014 : Cavalo de Aço: Ao Vivo em Campo Redondo
- 2014 : Cavalo de Aço: Ao Vivo no Forró Caju 2014

### Carreira solo

#### CDs
- 2017 : Eliza Clivia 20 Anos